# Vysšaja Liga 1983-1984 (pallacanestro)
La Vysšaja Liga 1983-1984 è stata la 50ª edizione del massimo campionato sovietico di pallacanestro maschile. La vittoria finale è stata appannaggio del CSKA Mosca.

## Prima fase

### Gruppo 1
|  |     | Squadra             | G  | V  | P  | Pt |
|  | --- | ------------------- | -- | -- | -- | -- |
|  | 1.  | Žalgiris Kaunas     | 11 | 10 | 1  | 21 |
|  | 2.  | Stroitel Kiev       | 11 | 7  | 4  | 18 |
|  | 3.  | CSKA Mosca          | 11 | 7  | 4  | 18 |
|  | 4.  | Dinamo Tbilisi      | 11 | 7  | 4  | 18 |
|  | 5.  | Universitet Taškent | 11 | 7  | 4  | 18 |
|  | 6.  | SKA Kiev            | 11 | 6  | 5  | 17 |
|  | 7.  | VEF Rīga            | 11 | 5  | 6  | 16 |
|  | 8.  | Spartak Leningrado  | 11 | 5  | 6  | 16 |
|  | 9.  | Dinamo Mosca        | 11 | 4  | 7  | 15 |
|  | 10. | Statyba Vilnius     | 11 | 3  | 8  | 14 |
|  | 11. | RTI Minsk           | 11 | 3  | 8  | 14 |
|  | 12. | Rīgas ASK           | 11 | 1  | 10 | 12 |

## Seconda fase

### Poule qualificazione
|  |    | Squadra             | G  | V  | P  | PF   | PS   | PF/PS | Pt |
|  | -- | ------------------- | -- | -- | -- | ---- | ---- | ----- | -- |
|  | 1. | Žalgiris Kaunas     | 26 | 21 | 5  | 2556 | 2128 | +428  | 47 |
|  | 2. | CSKA Mosca          | 26 | 20 | 6  | 2413 | 1967 | +446  | 46 |
|  | 3. | Dinamo Tbilisi      | 26 | 14 | 12 | 2192 | 2473 | -281  | 40 |
|  | 4. | Stroitel Kiev       | 26 | 14 | 12 | 2177 | 2100 | +77   | 40 |
|  | 5. | Universitet Taškent | 26 | 10 | 16 | 2248 | 2373 | -125  | 36 |
|  | 6. | SKA Kiev            | 26 | 10 | 16 | 2044 | 2230 | -186  | 36 |

### Poule retrocessione
|  |    | Squadra            | G  | V  | P  | PF   | PS   | PF/PS | Pt |
|  | -- | ------------------ | -- | -- | -- | ---- | ---- | ----- | -- |
|  | 1. | VEF Rīga           | 26 | 16 | 10 | 2180 | 2136 | +44   | 42 |
|  | 2. | Spartak Leningrado | 26 | 14 | 12 | 2083 | 2039 | +44   | 40 |
|  | 3. | Statyba Vilnius    | 26 | 13 | 13 | 2268 | 2289 | -21   | 39 |
|  | 4. | RTI Minsk          | 26 | 12 | 14 | 2158 | 2215 | -57   | 38 |
|  | 5. | Dinamo Mosca       | 26 | 10 | 16 | 2241 | 2264 | -23   | 36 |
|  | 6. | Rīgas ASK          | 26 | 2  | 24 | 1973 | 2319 | -346  | 28 |

## Play-off

### Finale
|  | Finale |                 |    |    |    |  |
|  |        |                 |    |    |    |  |
|  | 1      | CSKA Mosca      | 77 | 73 | 73 |  |
|  | 2      | Žalgiris Kaunas | 65 | 78 | 67 |  |

### Finale 3º posto
|  | Finale |                |                |    |    |  |
|  |        |                |                |    |    |  |
|  | 3      | Dinamo Tbilisi | Dinamo Tbilisi | 84 | 86 |  |
|  | 4      | Stroitet Kiev  | Stroitet Kiev  | 99 | 91 |  |

## Squadra vincitrice
|  | Naz.                        | Ruolo | Sportivo               | Anno | Alt. |  |  |
|  | --------------------------- | ----- | ---------------------- | ---- | ---- |  |  |
|  | Unione Sovietica (bandiera) | P     | Sergej Bazarevič       | 1965 | 191  |  |  |
|  | Unione Sovietica (bandiera) | P     | Heino Enden            | 1959 | 196  |  |  |
|  | Unione Sovietica (bandiera) | P     | Stanislav Erëmin       | 1951 | 181  |  |  |
|  | Unione Sovietica (bandiera) |       | Aleksandr Ermolinnskij |      |      |  |  |
|  | Unione Sovietica (bandiera) | AP    | Aleksandr Gusev        | 1958 | 197  |  |  |
|  | Unione Sovietica (bandiera) | AG    | Andrej Lopatov         | 1957 | 205  |  |  |
|  | Unione Sovietica (bandiera) | AG    | Anatolij Myškin        | 1954 | 205  |  |  |
|  | Unione Sovietica (bandiera) | C     | Viktor Pankraškin      | 1957 | 220  |  |  |
|  | Unione Sovietica (bandiera) |       | Sergej Popov           |      |      |  |  |
|  | Unione Sovietica (bandiera) | C     | Dmitrij Sucharev       | 1960 | 208  |  |  |
|  | Unione Sovietica (bandiera) | AG    | Sergej Tarakanov       | 1958 | 203  |  |  |
|  | Unione Sovietica (bandiera) | C     | Volodymyr Tkačenko     | 1957 | 220  |  |  |
|  | Unione Sovietica (bandiera) | ALL   | Jurij Selichov         |      |      |  |  |